# Dario Nardella
Dario Nardella (n. 20 noiembrie 1975, Torre del Greco, Campania, Italia) este un politician italian.